# Europejski Komisarz ds. budżetu, zwalczania nadużyć finansowych i administracji publicznej

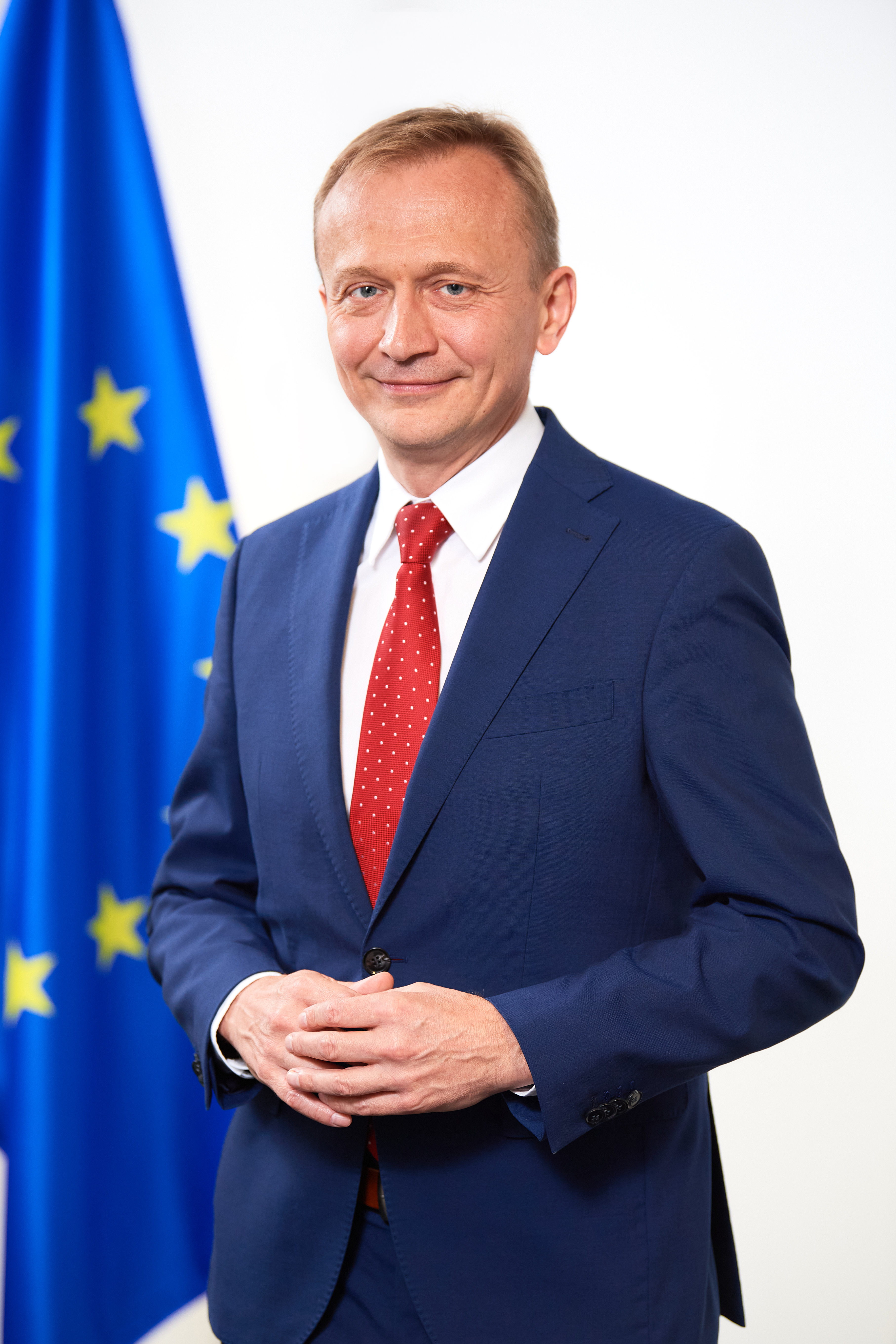
Europejski Komisarz ds. budżetu, zwalczania nadużyć finansowych i administracji publicznej – Piotr Serafin

Europejski Komisarz ds. budżetu, zwalczania nadużyć finansowych i administracji publicznej – członek Komisji Europejskiej. Odpowiada za zarządzanie budżetem Unii Europejskiej, w tym przygotowanie wieloletnich ram finansowych (WRF) oraz nadzorowanie wydatków budżetowych. Jego zadaniem jest również zapewnienie ochrony interesów finansowych UE poprzez zwalczanie nadużyć finansowych oraz współpraca z organami ścigania, takimi jak OLAF i EPPO. Nadzoruje modernizację administracji publicznej Komisji, w tym poprawę zarządzania zasobami ludzkimi oraz wdrażanie innowacji technologicznych, aby Komisja mogła skutecznie realizować polityki UE. Obecnym komisarzem jest Piotr Serafin.

## Powstanie stanowiska
Stanowisko europejskiego komisarza ds. budżetu, zwalczania nadużyć finansowych i administracji publicznej zostało ustanowione w celu koordynacji prac nad realizacją budżetu UE oraz zapewnienia efektywnego zarządzania środkami finansowymi. Odpowiada za przygotowanie przyszłych wieloletnich ram finansowych (WRF) oraz nadzór nad wydatkami budżetowymi UE, ze szczególnym uwzględnieniem inwestycji w obszary kluczowe dla rozwoju Europy. Jego rolą jest także zarządzanie ryzykiem nadużyć finansowych, w tym monitorowanie działalności Europejskiego Urzędu ds. Zwalczania Nadużyć Finansowych (OLAF) i współpraca z Europejską Prokuraturą Publiczną (EPPO).

## Zakres obowiązków
Europejski Komisarz ds. budżetu, zwalczania nadużyć finansowych i administracji publicznej pełni kluczową rolę w zarządzaniu budżetem UE i jego negocjacjach, mając na celu uproszczenie oraz ukierunkowanie wydatków na najważniejsze priorytety Unii. Do jego głównych obowiązków należy:
- przygotowanie kolejnych wieloletnich ram finansowych (WRF), w tym opracowanie prostszego i bardziej elastycznego budżetu, który odpowiada na zmieniające się wyzwania, z naciskiem na inwestycje,
- współpraca z innymi członkami Komisji w celu opracowania nowego podejścia do budżetu, opartego na strategiach politycznych zamiast programów,
- wzmocnienie roli UE jako emitenta na rynkach finansowych oraz wprowadzenie nowych zasobów własnych i alternatywnych źródeł finansowania,
- współpraca z Parlamentem Europejskim i Radą Unii Europejskiej przy negocjacjach budżetowych oraz przeprowadzanie szerokich konsultacji przed przyjęciem WRF,
- kierowanie pracami nad zarządzaniem ryzykiem w zakresie działalności finansowej UE, w tym operacjami pożyczkowymi i zarządzaniem aktywami,
- ochrona budżetu UE przed nadużyciami finansowymi, konfliktami interesów i naruszeniami praworządności, w tym nadzorowanie działań OLAF i współpraca z EPPO,
- nadzór nad skuteczną wymianą informacji między organami ścigania i egzekwowania prawa w celu ochrony interesów finansowych UE,
- reorganizacja administracji publicznej Komisji, aby stała się bardziej elastyczna i dostosowana do zmieniających się priorytetów oraz potrzeb. Zajmowanie się także rekrutacją, mobilnością pracowników i wdrażaniem nowoczesnych narzędzi zarządzania.

## Lista komisarzy
|    | Komisarz               | Lata      | Komisja               |
| -- | ---------------------- | --------- | --------------------- |
| 1  | Albert Coppé           | 1967–1973 | Malfatti, Mansholt    |
| 2  | Wilhelm Haferkamp      | 1973–1977 | Ortoli                |
| 3  | Christopher Tugendhat  | 1977–1985 | Jenkins, Thorn        |
| 4  | Henning Christophersen | 1985–1989 | Delors I              |
| 5  | Peter Schmidhuber      | 1989–1995 | Delors II, Delors III |
| 6  | Erkki Liikanen         | 1995–1999 | Santer, Marín         |
| 7  | Michaele Schreyer      | 1999–2004 | Prodi                 |
| 8  | Marcos Kyprianou       | 2004      | Prodi                 |
| 9  | Dalia Grybauskaitė     | 2004–2009 | Barroso I             |
| 10 | Algirdas Šemeta        | 2009–2010 | Barroso I             |
| 11 | Janusz Lewandowski     | 2010–2014 | Barroso II            |
| 12 | Jacek Dominik          | 2014      | Barroso II            |
| 13 | Kristalina Georgiewa   | 2014–2016 | Juncker               |
| 14 | Günther Oettinger      | 2017–2019 | Juncker               |
| 15 | Johannes Hahn          | 2019–2024 | von der Leyen I       |
| 16 | Piotr Serafin          | od 2024   | von der Leyen II      |